# Movimiento CREO
El Movimiento CREO, Creando Oportunidades, conocido simplemente como Movimiento CREO, es un movimiento político ecuatoriano con orientación liberal conservador, fundado en 2011. Fue habilitado oficialmente por el organismo electoral ecuatoriano en enero de 2012, siéndole otorgada la lista 21. Desde su fundación, ha fungido como plataforma política personal de Guillermo Lasso; es así que Lasso fue el candidato presidencial del movimiento en las elecciones de 2013, 2017 y 2021. En las dos primeras ocasiones, obtuvo segundo lugar; siendo finalmente electo en los comicios de 2021, en alianza con el Partido Social Cristiano. Por tal motivo, entre 2021 y 2023, CREO fue el partido de gobierno del país.

## Historia

### Orígenes y consolidación
CREO fue fundado el 7 de octubre de 2011, en Guayaquil, por César Monge, Mae Montaño, Roberto Gómez, entre otros personajes políticos de derecha. Desde su fundación, el liderazgo del movimiento ha sido ejercido por Guillermo Lasso, por lo que en la práctica, CREO ha fungido como su plataforma política personal. El movimiento fue habilitado oficialmente, el 20 de enero de 2012 y debutó electoralmente en los comicios presidenciales de 2013, con Lasso como candidato presidencial, mientras en las simultáneas elecciones legislativas, Montaño encabezó la lista. Lasso obtuvo el segundo lugar, sin embargo, no hubo balotaje, ya que el candidato ganador, el reelecto presidente Rafael Correa, obtuvo el 57,17 % de votos. En los comicios legislativos, el Movimiento CREO obtuvo 11 escaños, siendo la segunda agrupación política en el parlamento, muy lejos de las 100 curules obtenidas por el movimiento oficialista, Alianza PAIS

Logo utilizado del Movimiento CREO entre 2012 y 2020.

Tras dichas elecciones, Lasso se autoproclamó como el líder de la oposición al gobierno de Rafael Correa, tomando una postura más crítica y activa contra el gobierno de Correa, presentando opiniones y críticas al gobierno frecuentemente en la prensa. En las elecciones seccionales de 2014, CREO obtuvo 22 alcaldías, además de la prefectura de la provincia de Loja. Para 2014, Lasso conformó la coalición Compromiso Ecuador, formado por el movimiento CREO y varias agrupaciones políticas y gremiales, además del apoyo de varias figuras políticas de derecha, con miras a su segunda candidatura presidencial, esta vez para los comicios de 2017. Es así que CREO y Guillermo Lasso fueron unos de los principales protagonistas de las manifestaciones de 2015, oponiéndose a los proyectos de ley sobre la oficialización de un impuesto a las grandes herencias y a la plusvalía. En septiembre de 2016, CREO fue admitido como miembro de la Unión de Partidos Latinoamericanos, filial regional sudamericana de la Unión Internacional Demócrata.
En octubre de 2016, Lasso y su movimiento conformaron la coalición Unidad por el Cambio como plataforma electoral y política para las elecciones presidenciales de 2017. El principal aliado en la coalición fue el Movimiento SUMA, del entonces alcalde de Quito, Mauricio Rodas. Otros miembros destacados de la Alianza por el Cambio fueron el Movimiento Nacional Juntos Podemos, agrupación política de Paúl Carrasco y el Movimiento SIARI, de Luis Pachala. En aquella jornada electoral, Lasso obtuvo nuevamente el segundo lugar, con el 28,09% de votos, pasando esta vez al balotaje; mientras en las elecciones parlamentarias, la coalición CREO-SUMA obtuvo 34 escaños, convirtiéndose en el primer bloque de oposición. En la segunda vuelta, Lasso fue nuevamente derrotado, obteniendo el 48,84% de la votación, frente al 51,16% conseguido por Lenín Moreno. La alianza con SUMA se quebró poco después de las elecciones, el 6 de julio de 2017, luego que los asambleístas de dicha agrupación votaron a favor de la Ley Sobre Paraísos Fiscales, considerada una ley hecha "con dedicatoria" contra Lasso.
Una vez en el poder, Moreno realizó un viraje hacia la derecha, por lo que el Movimiento CREO pasó a ser uno de los principales aliados del oficialismo. Es así que el gobierno de Lenín Moreno, acogió la principal propuesta electoral que hizo Lasso en las elecciones presidenciales: un llamamiento a consulta popular para reestructurar el Consejo de Participación Ciudadana y Control Social, eliminar la ley de impuesto a las grandes herencias y a la plusvalía, entre otros temas. A consecuencia de ello, Guillermo Lasso anunció, el 8 de noviembre del 2017, la adhesión de CREO en la campaña a favor del Sí en la Consulta Popular de febrero de 2018.
Meses más tarde, el bloque legislativo de CREO apoyó la elección de Otto Sonnenholzner en las elecciones vicepresidenciales de diciembre de 2018  En las elecciones seccionales de 2019, CREO ganó 34 alcaldías y la reelección del prefecto de Loja. Mientras, en la renovación de las autoridades legislativas, el legislador de CREO, Patricio Donoso fue electo segundo vicepresidente del parlamento, gracias al pacto con Alianza PAIS y otros partidos aliados del oficialismo. Ocho meses después, Lasso ratificaría su apoyo a Moreno, durante las manifestaciones de octubre de 2019.
Sin embargo, tras la caída de la popularidad del gobierno de Lenín Moreno, Lasso y el Movimiento CREO empezaron a tomar distancia del oficialismo, en vísperas de las elecciones presidenciales de 2021. Es por ello que, en febrero de 2020, CREO rompió su pacto con Alianza PAIS, sin necesariamente pasar a la oposición. Para el 17 de agosto de 2020, Guillermo Lasso anunció su tercera candidatura presidencial, por el Movimiento CREO. Posteriormente, lograría formar una alianza con el Partido Social Cristiano. Es así que, en la primera vuelta de comicios presidenciales de 2021, Lasso obtuvo nuevamente el segundo lugar, esta vez con el 19,74% de los votos. No obstante, en el balotaje fue finalmente electo, con el 52,36% de la votación.

### Gobierno de Lasso

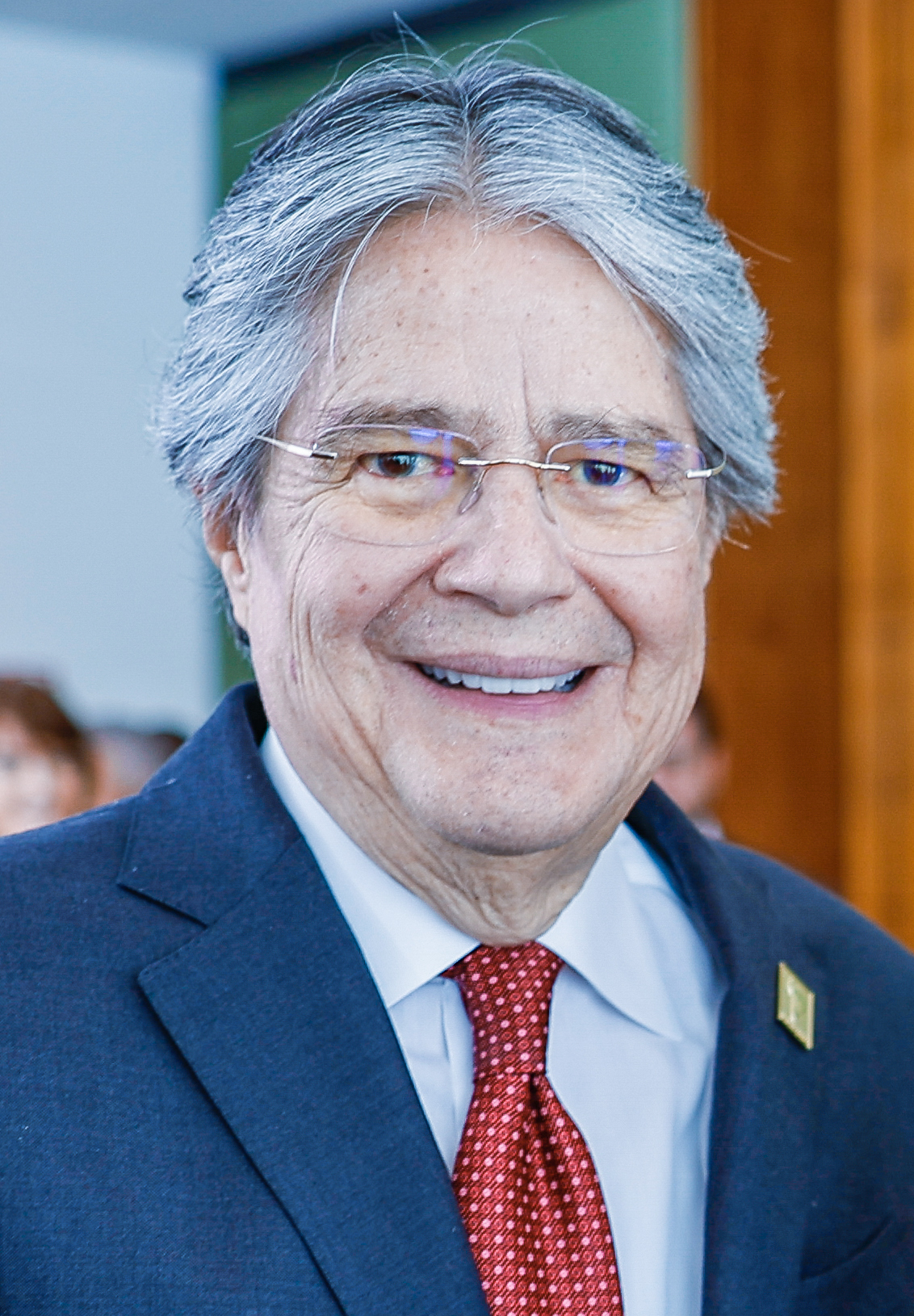
Guillermo Lasso, líder del Movimiento CREO, presidente del Ecuador entre 2021 y 2023.

Previamente a la posesión de Lasso, el Movimiento CREO y el PSC habían llegado a un acuerdo legislativo con la coalición UNES, para la elección de la directiva de la Asamblea Nacional. Sin embargo en el día de la sesión inaugural del parlamento, CREO rompió el acuerdo, al aliarse con Pachakutik, la Izquierda Democrática y otros partidos, eligiendo a Guadalupe Llori como Presidenta de la Asamblea Nacional. A consecuencia de ello, el PSC rompió su alianza con CREO, pasando a la oposición. El gobierno de Guillermo Lasso inició con una alta popularidad, gracias a su campaña de vacunación contra la COVID-19.
En el ámbito económico, Lasso mantuvo las políticas neoliberales de Lenín Moreno, además de agudizarse la crisis de seguridad que azota al país desde el gobierno de Lenín Moreno. Así también, se destaca el desabastecimiento y la inoperatividad del sistema de salud pública. A consecuencia de ello, su popularidad descendió considerablemente y para junio de 2022, se produjo el Paro Nacional de 2022. Lasso reprimió la movilización social, dejando un saldo de 7 manifestantes fallecidos, 331 heridos y 158 detenidos. Mientras tanto, en el parlamento, la bancada oficialista, junto a la ID, y ciertos legisladores de Pachakutik, votaron en contra de decretar la «muerte cruzada», mecanismo que el bloque de UNES había invocado para resolver el conflicto político.
Con su aprobación en continuo descenso, Guillermo Lasso intentó conseguir apoyo popular llamando a una consulta popular, programada para ser realizada junto a las elecciones seccionales de 2023. No obstante, en dichos comicios, la mayoría de candidatos del oficialismo, forjaron alianzas con otros partidos, inclusive usando logos y colores ajenos al Movimiento CREO, debido a la caída en la popularidad del gobierno. Dicha estrategia funcionó parcialmente, ya que CREO consiguió 25 alcaldías; sin embargo, no obtuvieron ninguna prefectura, mientras en la consulta popular, el No se impuso en las 8 preguntas propuestas por Lasso. Además, en la víspera de dichas elecciones, estalló el Caso Encuentro, que provocó enjuiciamiento político de Lasso en la Asamblea Nacional. Sin embargo, el 17 de mayo, apenas un día después del inicio del juicio, el presidente decretó la «muerte cruzada», disolviendo el parlamento y obstruyendo su juicio político, adelantando además el final de su período de gobierno. Tras estos acontecimientos, el Movimiento CREO realizó una reestructuración, en la que se renovó su directiva y aprobó convertirse en partido político. Días después, la agrupación resolvió no presentarse a las elecciones extraordinarias de 2023, ante la negativa de Lasso de participar y la pobre aceptación popular.

## Directiva
Originalmente los directores de la organización fueron César Monge y quienes luego asumirán los cargos de presidente y vicepresidente del movimiento. Su líder nacional ha sido Guillermo Lasso desde que fue proclamado como su candidato presidencial el 28 de septiembre de 2012.
| Presidente  | Presidente                  | Periodo                                    | Vicepresidenta    |
| ----------- | --------------------------- | ------------------------------------------ | ----------------- |
|             | César Monge Ortega          | 20 de agosto de 2012 - 25 de julio de 2021 | Mae Montaño       |
| Silvia Vera | César Monge Ortega          | 20 de agosto de 2012 - 25 de julio de 2021 |                   |
|             | Silvia Vera Calderón        | 25 de julio de 2021 - 20 de agosto de 2021 | Vacante           |
|             | Guido Chiriboga High        | 20 de agosto de 2021 - 22 de mayo de 2023  | María José Plaza  |
|             | Esteban Bernal Bernal       | 22 de mayo de 2023 - 9 de abril de 2024    | Susana Añasco     |
|             | Juan Fernando Flores Arroyo | 9 de abril de 2024 - 19 de mayo de 2025    | Angie Chavez      |
|             | Eitel Zambrano Ortiz        | 19 de mayo de 2025-presente                | Ana Belén Cordero |

## Resultados electorales

### Elecciones presidenciales
|  | 22,68 % |

|  | 28,09 % |

|  | 48,84 % |

|  | 19,74 % |

|  | 52,36 % |

|  | 0,26 % |

### Elecciones legislativas
|  | 11,42 % |

|  | 20,84 % |

|  | 9,69 % |

### Elecciones seccionales
|  | 4,35 % |

|  | 9,96 % |

|  | 4,35 % |

|  | 15,38 % |

|  | 0,00 % |

|  | 13,34 % |